# Larissa Chepitko
Larissa Chepitko (en russe : Лариса Ефимовна Шепитько, Larissa Iefimovna Chepitko) est une réalisatrice soviétique, née à Artiomovsk (RSS d'Ukraine) le 6 janvier 1938 et morte dans l'oblast de Kalinine (RSFS de Russie) le 2 juillet 1979.

## Biographie

### Formation
Larissa Chepitko commence sa carrière comme actrice, puis suit les cours de l'Institut du cinéma de Moscou, le  VGIK, dans la classe d'Alexandre Dovjenko. Elle juge son apprentissage ainsi : « Dovjenko nous incitait à rester fidèles à nous-mêmes, à faire confiance à nos sentiments, à défendre nos conceptions. J'ignorais alors à quel point c'est difficile ».

### Des débuts à L'Ascension
Tourné aux studios Kirghizfilm, son premier long métrage, Chaleur torride (Znoï, 1963), est inspiré de la nouvelle de Tchinguiz Aïtmatov dont l'action se déroule en Kirghizie. Son film suivant, Les Ailes (Krylya, 1966), avec Maïa Boulgakova, est ensuite très bien accueilli. En 1968, elle co-réalise le Début d’un siècle inconnu avec Andreï Smirnov et Genrik Gabaï. Elle obtient la consécration avec son dernier film, L'Ascension, couronné d'un Ours d'or à la Berlinale 1977, dont elle dit : « Mon film est un voyage spirituel vers l’humanité, vers l’avenir de l’être humain qui se cache dans ces deux personnages », ajoutant : « Le problème de l’immortalité de l’âme était directement relié à ma propre existence ». Son travail, avec celui de collègues comme Grigori Tchoukhraï ou Mikhaïl Kalatozov, contribuent à la reconnaissance internationale du cinéma soviétique.

### Disparition
Prématurément disparue au cours d'un accident de voiture, elle préparait alors un film adapté d'un roman de Valentin Raspoutine, Les Adieux à Matiora, qui a été terminé par son époux, le réalisateur Elem Klimov. Larissa Chepitko était, alors, une des figures les plus prometteuses de la nouvelle génération de réalisateurs soviétiques. Elle est enterrée au cimetière de Kountsevo.

### Redécouverte et influence
Un temps oubliée, redécouverte progressivement, elle est célébrée en France lors du Festival Lumière de Lyon en 2015 par une rétrospective de tous ses films,,. A cette occasion, il est noté que « méconnue, peut-être parce qu'elle était une femme, et peut-être aussi parce que ses films étaient censurés la plupart du temps par les autorités soviétiques […] c'est le CNC (Centre national du cinéma et de l'image animée) qui nous a permis de redécouvrir l'intégralité de son œuvre ».
Les films de Chepitko jouent un rôle important dans Les Âmes rouges, roman sur la censure soviétique de Paul Greveillac, prix Roger-Nimier 2016.

## Filmographie

### Réalisatrice
- 1960 : Cuisinier aveugle (Слепой кухарь, Slepoï koukhar) (court métrage)
- 1962 : L'Eau de la vie (Живая вода, Jivaïa voda) (court-métrage)
- 1963 : Chaleur torride (Зной')
- 1966 : Les Ailes (Крылья)
- 1967 : Le Début d'un siècle inconnu (ru) (Начало неведомого века), segment Le Pays de l'électricité (Родина электричества)
- 1969 : À treize heures du soir (ru) (В тринадцатом часу ночи) — téléfilm
- 1971 : Toi et moi (Ты и я)
- 1977 : L'Ascension (Восхождение), d'après un roman de Vassil Bykaw
- 1983 : Les Adieux à Matiora (Прощание), coréalisé avec Elem Klimov

### Scénariste
- 1983 : Les Adieux à Matiora d'Elem Klimov (coscénariste)

### Actrice
- 1956 : La Nuit de carnaval (Karnavalnaya noch) d'Eldar Riazanov : une jeune invitée à la fête
- 1960 : Tavriya de Yuriy Lysenko : Ganna
- 1962 : Une histoire ordinaire (Obyknovennaya istoriya) de Nikolai Litus et d'Igor Zemgano : Nina

## Récompenses
- Berlinale 1977 : Ours d'or, Prix Fipresci, Prix OCIC, Mention spéciale du Prix Interfilm pour L'Ascension